# Sozopol
Sozopol (Bulgaars: Созопол) is een oude, toeristische plaats op ongeveer 30 kilometer ten zuiden van Boergas aan de Bulgaarse Zwarte Zee kust. Zij is gelegen in de gemeente Sozopol, oblast Boergas. 

## Geschiedenis
In de 6e eeuw v. Chr. stichtte Milete er een kolonie onder de naam Antheia. De naam werd al snel veranderd in Apollonia - Apollonia Pontica en Apollonia Magna - vanwege een tempel gewijd aan Apollo.

## Bevolking
Op 31 december 2019 telde de stad Sozopol 4.314 inwoners, terwijl de gemeente Sozopol 12.979 inwoners had. Het inwonersaantal van de stad Sozopol bereikte in 1992 een hoogtepunt met 4.550 inwoners, terwijl de gemeente Sozopol in 1956 een hoogtepunt bereikte met 20.413 personen.
| Jaar               | 1934   | 1946   | 1956   | 1965   | 1975   | 1985   | 1992   | 2001   | 2011   | 2019   |
| Sozopol (stad)     | 3.079  | 3.195  | 3.257  | 3.427  | 3.880  | 4.439  | 4.550  | 4.358  | 4.317  | 4.314  |
| Sozopol (gemeente) | 16.645 | 18.447 | 20.413 | 17.813 | 15.886 | 15.765 | 14.971 | 14.277 | 12.610 | 12.979 |

### Religie
In de volkstelling van 1 februari 2011 was het invullen van een geloofsovertuiging optioneel. Van de 12.610 mensen die werden geregistreerd bij de volkstelling van 2011 kozen 2.673 personen (21%) ervoor om hun religieuze overtuiging niet te specificeren. De Bulgaars-Orthodoxe Kerk had de meeste aanhangers, gevolgd door kleinere groepen moslims en protestanten. Ongeveer 4,57% van de respondenten had geen religieuze overtuiging.
|                              | Aantal | Percentage (%) | Percentage (%) |
| 12610                        | Totaal | Respondenten   |                |
| ---------------------------- | ------ | -------------- | -------------- |
| Bulgaars-Orthodoxe Kerk      | 8534   | 67,68          | 85,88          |
| Katholieke Kerk in Bulgarije | 31     | 0,25           | 0,31           |
| Protestantisme               | 181    | 1,44           | 1,82           |
| Islam in Bulgarije           | 289    | 2,29           | 2,91           |
| Overig                       | 7      | 0,06           | 0,07           |
| Onkerkelijk                  | 454    | 3,60           | 4,57           |
| Geen antwoord                | 441    | 3,50           | 4,44           |
| Onbekend                     | 2673   | 21,20          | -              |

## Nederzettingen
De gemeente Sozopol bestaat uit 12 nederzettingen: 2 steden en 10 dorpen.
| - Atija - Tsjernomorets - Gabar - Indzje Vojvoda | - Kroesjevets - Prisad - Ravadinovo - Ravna Gora | - Rosen - Sozopol - Varsjilo - Zidarovo |